# Diecezja Wote
Diecezja Wote (łac. Diœcesis Votensis) – diecezja rzymskokatolicka w Kenii, z siedzibą w Wote. Sufragania metropolii Nairobi. Powstała 22 lipca 2023 z części terenu diecezji Machakos.

## Główne świątynie
- Katedra: Katedra św. Józefa Rzemieślnika w Wote

## Biskupi diecezjalni
- Paul Kariuki Njiru (od 2023)